# واحد بارگیری - ذخیره
واحد ذخیره - بارگیری (load-store unit (LSU)) در مهندسی کامپیوتر، یک واحد اجرایی تخصصی است که مسئول اجرای تمام دستورالعمل‌های بارگذاری و ذخیره‌سازی، تولید آدرس‌های مجازی از عملیات‌های بارگذاری و ذخیره‌سازی و بارگیری داده‌ها از حافظه یا ذخیره‌سازی آن در حافظه (رجیسترها) است.
واحد load-store معمولاً شامل یک صف برای دستورالعمل‌های حافظه است و خود مستقل از واحدهای پردازشگر دیگر عمل می‌کند.
واحدهای بارگیری - ذخیره ممکن است در پردازش برداری نیز استفاده شوند و در چنین مواردی ممکن است از عبارت «بردار بارگیری - ذخیره» استفاده شود.
برخی از واحدهای بارگیری - ذخیره قادر به اجرای عملیات ساده برای اعداد اعشاری نقطه ثابت و/یا عدد صحیح هستند.